# Carex deflexa
Carex deflexa är en halvgräsart som beskrevs av Jens Wilken Hornemann. Carex deflexa ingår i släktet starrar, och familjen halvgräs.

## Underarter
Arten delas in i följande underarter:
- C. d. boottii
- C. d. deflexa